# Whithorn Priory
Whithorn Priory is de ruïne van een norbertijnse priorij uit de twaalfde eeuw, die tevens kathedraal van Galloway was, gelegen in Whithorn in de Schotse regio Dumfries and Galloway. De eerste kerk van Whithorn zou in de vijfde of zesde eeuw gesticht zijn door Sint-Ninianus die er in ieder geval begraven werd. In de twaalfde eeuw werd Whithorn Priory gesticht. In de kathedraalkerk bevond zich de schrijn van Sint-Ninianus, die vele pelgrims trok. De reformatie in 1560 maakte een einde aan de bloeiperiode. Het schip van de kathedraal werd vanaf de zeventiende eeuw gebruikt als parochiekerk totdat aan het begin van de negentiende eeuw een nieuwe parochiekerk werd gebouwd.

## Geschiedenis

### Stichting
Whithorn Priory is een van de vroegste christelijke plaatsen in Schotland en wordt traditioneel beschouwd te zijn gesticht door Sint-Ninianus in de 5e of 6e eeuw. Hij zou de eerste kerk hebben gebouwd, die gewijd was aan Sint-Martinus van Tours. Deze eerste kerk stond bekend onder de naam Candida Casa (Het Witte Huis).
Onder de leiding van Sint-Ninianus werd er klooster gebouwd bij de kerk en werd Whithorn de plaats van waaruit vele missionarissen vertrokken om het christendom in Schotland te verspreiden. De kerk van Whithorn kreeg de status van kathedraal.
In de 8e eeuw was Whithorn eigendom van Northumbria. Rond 1000 was het gebied eigendom van de Vikingen die het gebied rond de kerk gebruikten als begraafplaats. Rond 1100 waren de Vikingen verdwenen en in 1128 werd het bisdom van Whithorn herbevestigd.

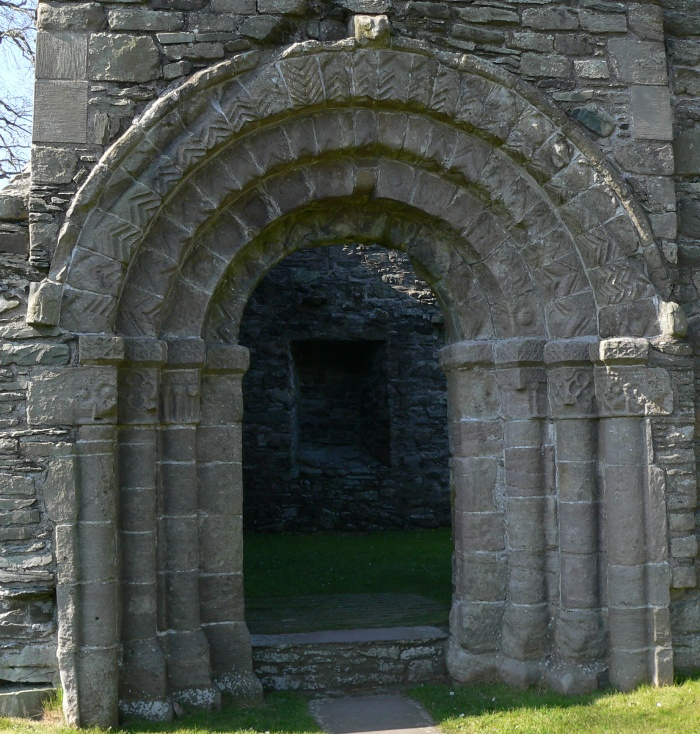
Ingang aan het westelijke einde van het schip.

### Vanaf de twaalfde eeuw
In de twaalfde eeuw werd de Candida Casa werd vervangen door een grotere kathedraal. Deze kathedraal was vermoedelijk gereed in 1177 toen Whithorn eveneens een priorij werd van de norbertijnen. De priorij werd gesticht in opdracht van Fergus, Heer van Galloway. In de daaropvolgende eeuwen werden kathedraal en priorij gestaag uitgebreid.
De prior was in rang gelijk aan een bisschop. De lijst van priors is niet bewaard gebleven. Onder de priors waren onder andere Gavin Dunbar (1514), die in 1524 aartsbisschop van Glasgow werd, en James Beaton, die achtereenvolgens aartsbisschop van Glasgow en aartsbisschop St Andrews werd.
Mede dankzij de schrijn van Sint-Ninianus trok Whithorn vele pelgrims. Onder hen bevonden zich ook Schotse koningen en koninginnen zoals Margareta van Denemarken, koningin van Jacobus III, Jacobus IV en Jacobus V. Robert the Bruce bezocht Whithorn drie maanden voor zijn overlijden in 1329. Op 10 augustus 1563 bezocht Mary, Queen of Scots Whithorn Priory na Glenluce Abbey en Lincluden Collegiate Church bezocht te hebben.

### Na de reformatie
Na de reformatie in 1560 werd de kathedraal niet meer onderhouden en verviel het gebouw. In 1563 werd de laatste prior, Fleming, veroordeeld tot gevangenschap wegens het lezen van de mis. In 1587 werden de priorij en alle landgoederen verbeurdverklaard en vielen toe aan de kroon. In 1606 werd het Episcopaat opgericht en schonk Jacobus VI de verbeurde landgoederen aan de nieuwe geestelijk leider van Galloway. In 1610 vonden er in opdracht van de bisschop van Galloway herstelwerkzaamheden plaats. In de 17e eeuw werd het schip van de kathedraal gebruikt als parochiekerk. In de vroege achttiende eeuw stortte de centrale toren in.
In 1822 werd een nieuwe parochiekerk gebouwd op de plaats van de oostvleugel van het oorspronkelijke klooster. Het gros van de geruïneerde kathedraal en priorij werd verwijderd zodat het land kon worden gebruikt als begraafplaats. Aan het eind van de 19e eeuw herstelde de derde markies van Bute het schip en de crypte van de kathedraal en deed in 1889 opgravingen naar de eerdere kerk van Sint-Ninianus. Bij deze werkzaamheden werd de Latinus Stone gevonden, een van de vroegste christelijke monumenten - zo niet het vroegste - in Schotland. De steen dateert uit 450 en herinnert aan de 35-jarige Latinus en zijn 4-jarige dochter. De steen was hergebruikt als bouwsteen in de kathedraal.

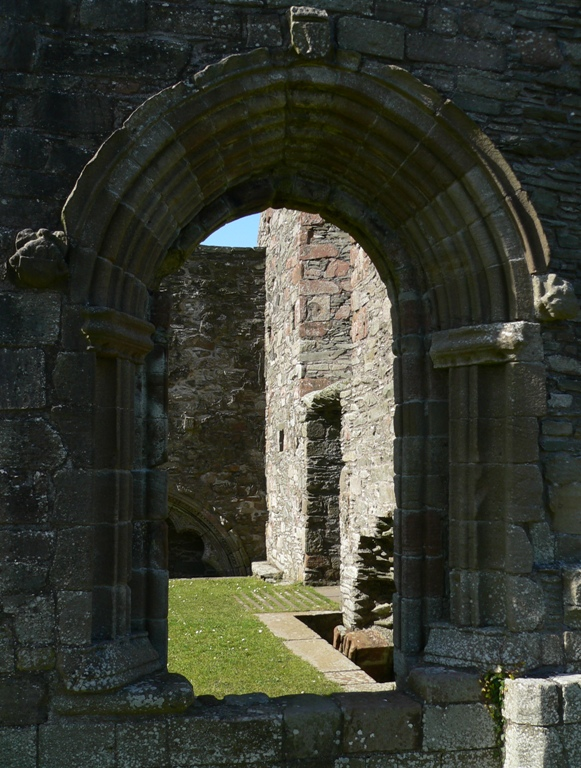
Ingang aan het oostelijke einde van het schip, gebouwd in de 13e en 15e eeuw.

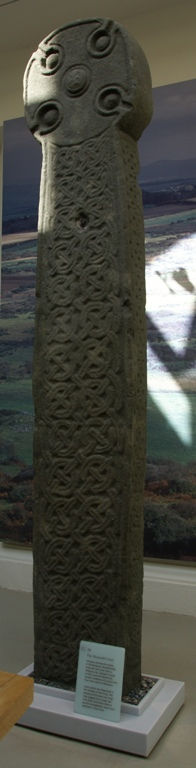
Het Monreith Cross, het grootste kruis gevonden in Galloway.

## Bouw
Van de twaalfde-eeuwse kathedraal zijn het dakloze, rechthoekige schip en de oostelijke crypte onder de resten van een kapel gewijd aan de Maagd Maria bewaard gebleven. Het middeleeuwse poorthuis, genaamd The Pend, is bewaard gebleven. Boven de poort bevindt zich onder andere het wapen van bisschop George Vaus (1482-1508). Op de plaats van de oostvleugel van het oorspronkelijke klooster staat de parochiekerk gewijd aan Sint-Ninianus, die gebouwd werd in 1822.

### Schip
De kathedraal, die tevens priorijkerk was, was gebouwd van zandsteen in een simpele romaanse stijl. De kerk was kruisvormig, zonder zijkapellen. Aan de noordzijde van het schip bevonden zich de kloostergebouwen. Aan de oostzijde bevond zich het altaar. Eronder bevond zich de crypte met de schrijn van Sint-Ninianus.
Na de reformatie werd het schip gebruikt als parochiekerk. Een nieuwe gevel werd gebouwd aan het oostelijke uiteinde en een klokkentoren werd toegevoegd aan de westelijke zijde.
Deze toren stortte in de 18e eeuw in. De westelijke gevel werd in zijn geheel herbouwd.
Het schip kent een westelijke ingang, die versierd is met vier bogen. De ingang aan het oostelijk uiteinde stamt uit twee periodes zoals afgeleid kan worden aan de type versiering. De binnenste boog stamt uit de 13e eeuw, terwijl de buitenste bogen uit de 15e eeuw stammen. De buitenste boog heeft een versiering van twee engelen die een schild vasthouden met het wapen van een vroeg-15e-eeuwse bisschop.
In het schip zijn in de noordmuur twee ramen zichtbaar, die stammen uit de periode dat de muren hoger waren en een rij van kleine ramen met puntige bogen langs het gehele schip liep.
Ze waren noodzakelijk omdat het klooster tegen de noordmuur was gebouwd; de muur werd echter veranderd toen het schip in gebruik werd genomen als parochiekerk.
In de noordmuur bevinden ook drie van bogen voorziene ruimtes waar tombes waren geplaatst.

### Crypte
De vroegste, 13e-eeuwse crypte is gelegen onder het presbyterium en het altaar, en heeft een gewelfd plafond. Sporen van het originele, meer versierde, geribde plafond zijn nog zichtbaar. In deze crypte bevindt zich vermoedelijk de uit rotsen uitgehakte tombe van Sint-Ninianus. De crypte was voorzien van twee trappen zodat de pelgrims via de ene trap de crypte konden binnengaan om de schrijn van Sint-Ninianus te bezoeken en via de andere trap de crypte konden verlaten.
Rond 1500 werd de crypte uitgebreid. De uitbreiding staat bekend als de undercroft. Erboven was een kapel gebouwd. Deze uitbreiding werd tevens als uitgang gebruikt; de eerdere trap die als uitgang diende werd geblokkeerd. Bijzonder in deze undercroft is een kleine oven in de westelijke muur die werd gebruikt om hosties te bakken, die gebruikt werden in de mis.
In het zuidoostelijke deel van de crypte bevindt zich een lage stenen muur, die daar is aangebracht aan het eind van de 19e eeuw, om de fundamenten van de Candida Casa te markeren, de kerk van Sint-Ninianus.

### Parochiekerk

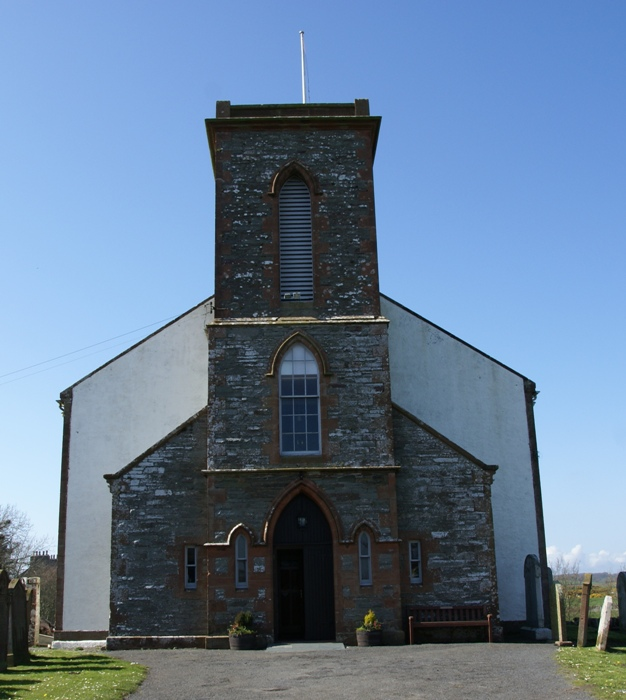
De negentiende-eeuwse parochiekerk.

In 1822 werd een nieuwe parochiekerk gewijd aan Sint-Ninianus gebouwd met 800 zitplaatsen. Een vierkante toren werd later toegevoegd. De twee oostramen hebben gebrandschilderd glas, onder andere met een afbeelding van Sint-Ninianus.
Het gebouw is sinds 1979 een monument van Historic Scotland, een zogenaamde Listed building, Categorie B.

## Museum
Het Whithorn Priory Museum heeft een collectie van circa zestig stenen, voornamelijk uit de 10e en 11e eeuw. In deze collectie bevinden zich onder andere de Latinus Stone uit 450, vermoedelijk het oudste christelijke monument in Schotland, en de 7e-eeuwse Peter Stone en Golgotha Stone. Het Monreith Cross is het grootste kruis gevonden in Galloway en stamt uit 800-1100. Het kruis had een functie bij de rechtspraak. Ook de stenen en kruisen die gevonden zijn in St Ninian's Cave worden in het museum tentoongesteld.

## Beheer
Whithorn Priory wordt sinds 1908 beheerd door Historic Scotland in samenwerking met de Whithorn Trust. Bij de Whithorn Priory bevindt zich een museum en een bezoekerscentrum, het Whithorn Story Visitor Centre.